# Nordens dag
Nordens dag er den dag, hvor det nordiske samarbejde gennem Nordisk Råd fejres på datoen, hvor den nordiske grundlov, Helsingforsaftalen, blev underskrevet den 23. marts 1962.
Aftalen er en politisk aftale mellem Danmark, Sverige, Norge, Island og Finland, hvor rammerne for det nordiske samarbejde i Nordisk Råd blev udstukket. Dagen er en flagdag, hvor der flages med de nordiske flag.